# Aker Al Obaidi
Aker Al Obaidi (ar. عكر العبيدي ;ur. 21 września 1999) – austriacki zapaśnik, irackiego pochodzenia, walczący w stylu klasycznym. Reprezentował olimpijską reprezentację uchodźców. Jest uchodźcą. Obecnie mieszka w Austrii, w barwach której, występował w różnych zawodach. Olimpijczyk z Tokio 2020, gdzie zajął ósme miejsce w wadze 67 kg.
Czternasty na mistrzostwach świata w 2022. Zajął jedenaste miejsce na mistrzostwach Europy w 2023. Trzeci na ME juniorów w 2019 roku.